# اکوی
اکوی (به هلندی: Acquoy) یک روستا در هلند است که در Geldermalsen واقع شده‌است.

## خصوصیات
اکوی ۶۰۸ نفر جمعیت دارد.